# 福住廉
福住 廉（ふくずみ れん、1975年 - ）は、日本の美術評論家。
東京都出身。和光大学人文学部卒業。九州大学大学院比較社会文化学府博士後期課程単位取得退学。東京藝術大学博士後期課程在籍。東京藝術大学大学院非常勤講師など。2003年に「alternative reality　ストリート・アマチュア・クリティカル」で「美術手帖」芸術評論佳作。「artscape」、「共同通信」などに寄稿する一方、連続企画展「21世紀の限界芸術論」（ギャラリーマキ・東京）などを企画。

## 著書
- 『今日の限界芸術』／BankART1929／2008

## 共編著
- 松浦寿夫ほか『フィールド・キャラバン計画へ—白川昌生2000-2007』／水声社／2007
- 暮沢剛巳・難波祐子編『ビエンナーレの現在—美術をめぐるコミュニティの可能性』／青弓社／2008